# Tozzan

## 概要
とっつぁん tozzan totzan totsan（とっつぁん、1964年4月29日 - ）は、日本のギタリスト・ベーシスト。本名・兼松裕之（かねまつひろゆき Hiroyuki Kanematsu）。身長・165cm。日本大学医学部卒。RIP SLYME、宮良忍、ケラリーノ・サンドロヴィッチのソロユニット（2010 - 2017）、それぞれのサポートを行う。ギターのチューニングが変則で、EADGCF（6弦→1弦）で全て弾いている。Tozzing Wilkes（別名義）でも活動。MPN(一般社団法人演奏家権利処理合同機構)会員。 

## 来歴
- 日本大学医学部を卒業。RIP SLYMEのDJ FUMIYAをインディーズ時代からサポート。

## 参加曲
- RIP SLYME
  - 「STEPPER'S DELIGHT」ac-b,ac-g,el-gにて（参加曲：STEPPER'S DELIGHT）（スズキ・ジムニーCM）
  - 「雑念エンタテインメント」ac-b.ac-gにて（参加曲：FRESH）
  - 「FIVE」
  - 「ONE」ac-gにて（参加曲：TODAY）
  - 「FUNKASTIC 」el-gにて（参加曲：DISCO-MMUNICATION)
  - ｢楽園ベイベー」wb,ac-gにて
  - 「TOKYO CLASSIC」
  - 「BLUE BE-BOP 」el-g.ac-bにて
  - 「TIME TO GO 」（ミニッツ・メイド他）
  - 「Dandelion」el-gにて
  - 「GALAXY」el-gにて
  - 「GALAXY」カップリング曲「STRANGE」el-g,el-bにて
  - 「黄昏サラウンド」ac-g,ac-bにて
  - 「Masterpiece」ac-gにて
  - 「Hot chocolate」ac-gにて
  - 「ブロウ」el-gにて
  - 「EPOCH」（ELEPHANT他）
  - 「SPEED KING」
  - 「FUNFAIR」（参加曲I・N・G他）
  - 「太陽とビキニ」el-g,el-bにて
  - 「STAIRS」el-g,el-b,コーラスにて
  - アルバム「JOURNEY」（Beauty Focus他）
  - 「マタ逢ウ日マデ2010～冨田流～｣C/W「トゥナイト」ac-gにて
  - 「RUN with..」el-gにて
  - 「ジャングルフィーバー」el-gにて
  - 「SLY」el-gにて「リーガル・ハイ2」主題歌
  - アルバム「GOLDEN TIME」ac-g,el-gにて（参加曲「ロングバケーション」「RUN with…」「SLY」「ジャングルフィーバー」「AH! YEAH!」「ROAD MAP」)
  - 「800TRIBUTE-champloo is the BEST!!-（モンゴル800トリビュート）」（参加曲あなたに）el-gにて
  - アルバム「10」（参加曲JUMP with chay）ac-gにて
  - 「ネオンライツ」el-gにて
- DJ FUMIYA「DJ FUMIYA IN THE MIX」「 Here We Go feat. Dynamite MC」el-gにて
- KOHEI JAPAN 「FUNKY 4U」（参加曲R.A.M）
- HALCALI
  - 「ギリギリサーフライダー」el-gにて
  - 「ハルカリベーコン」（スタイリースタイリー他）
  - 「ストロベリーチップス」el-gにて
  - 「ハルカリノオカワリ」el-gにて（参加曲：アティテュード）
- REALRHYME TRAX（コンピレーション・アルバム） (RIP SLYME)
- 浜崎あゆみ「ayu-mi-x」。ac-b,ac-gにて(参加曲：two of us)
- LITTLE 「I SING, I SAY」el-gにて
- YO-KING 「サンキュー世界」el-gにて
- m.c.A・T feat.DA PUMP「Bomb A Head!Returns!」el-gにて
- PENPALS 「MORE FUN」el-b,el-gにて
- AYUSE KOZUE「こよいキミに恋をして」ac-gにて
- MIHO「DROP by DROP」ac-b,ac-gにて（参加曲：Pitiful Beauty,Let It Go）
- GAKU-MC
  - 「僕は僕でだれかじゃない」ac-bにて（MVも参加）「word music」
- birdシングル「BATUCADA(DJ FUMIYA REMIIX)」ac-gにて
- シャイエン「愛の満ち欠け」ac-bにて・「A Thousand Miles Away」
- LUVandSOUL「LUVandCHRISTMAS」ac-g,ac-bにて(参加曲：Snow man featuring RIP SLYME)
- bice「かなえられない恋のために」ac-bにて3曲参加
- goose bumps「Goose Bumps1」el-g,el-bにて
- ゲーム「pop'n music8」叫びにて（参加曲：ニンジャヒーローシノビアン）
- ニューギン、パチンコ台「懐メロのど自慢」叫びにて
- KIRIN 2006 TV CM 「氷結」  ac-bにて
- バクバクドキン「リンゴ」トラック作成（DJ FUMIYA共作）
- MinxZone「紙ピアノ」ac-gにて（参加曲：Birthday Suit）
- 婚前特急オリジナル・サウンドトラックac-bにて３曲参加
- 野宮真貴「30 〜Greatest Self Covers & More!!!〜」 el-gにて（参加曲：東京は夜の七時 【DJ FUMIYA】)
- PES
  - 「女神のKISS」el-gにて（参加曲：南の風に誘われて ）
  - 「シーサイドラバーズ」ac-bにて（参加曲：夜灯人）
  - 「素敵なこと」ac-b ac-g el-gにて （参加曲 Pleasure 君のような誰か OK!MEXCO Sunday(acostic mix)
- PES PV「女神のKISS」「シーサイドラバーズ」
- DJ FUMIYA 「Beats For Daddy」ac-gにて（参加曲：HOTCAKE SAMBA feat.BAKUBAKU DOKIN & ナガシマトモコ from orange pekoe ）
- ウカスカジー
  - 「緑 JOY AMIGO」ac-gにて
  - DJ FUMIYA Remix 「勝利の笑みを君と」el-g,el-bにて
- 2017 ユニクロ UT CM BY DJ FUMIYA  el-gにて
- 2017 Google Home CM BY DJ FUMYA el-g,el-bにて
- 2020 伊澤一葉 出身小学校（葦高小学校）50周年記念曲トラック作成（一部アレンジ）el-g el-b演奏
- 2021 「au 料金プラン povo」 ベースアレンジ参加
- 2021 AKRacing CM(本田翼出演）bakubakudokin (作曲 YUI /Vo NAOKO&YUI) el-gにて
- 2022 RIP SLYME 君らしくda ze feat.MGF (Youtube DEMO公開) el-gにて
- 2022 RIP SLYME サヨナラSunset feat. おかもとえみ(Youtube DEMO公開) el-g,el-bにて
- 2023 テレビ東京ドラマ「くすぶり女とすん止め女」背景音楽 ac-g,el-bにて
- 2024 ヒプノシスマイク「SUMMIT OF DIVISIONS -HOODs Ver.- with RIP SLYME」el-gにて

## ライブサポート
- RIP SLYME
  - 2004年「Masterpieceツアー」参加。el-gにて
  - DVD 「ROUGH-CUT FIVE」
  - ROCK IN JAPAN FESTIVAL 2005 出演時サポート
  - 2005クリスマスライブ サポート
  - 僕らの音楽 Our Music出演時サポート
  - FANFAIR TOUR 2007-2008参加 ac-g ac-bにて
  - DVD 「FUNFAIR TOUR at BUDOKAN」ac-g ac-bにて
  - JOURNEY TOUR 2009参加 el-gにて
  - ROCK IN JAPAN FESTIVAL 2009 出演時サポート
  - 2009クリスマスライブ サポート
  - 真夏のWOW」2015 サポート el-g,ac-gにて
  - 2016「CHRISTMAS TRIPツアー」参加 el-bにて
- PES
  - 素敵なライヴTOUR 2012 参加。el-bにて
  - GREEN ROOM 2016 サポートac-bにて
  - BUCHi BRiGHT CARNiVAL 2019(MEGUMI主催）参加 el-gにて
- 2022~2023 宮良忍「クラウドファンディング39,000,000円達成 ライヴ」サポート ac-gにて